# Omoni Oboli
Omoni Oboli (22 de abril de 1978) es una actriz y cineasta nigeriana. Estudió en la Escuela de Cine de Nueva York y ha aportado varios guiones, entre los que destacan Araromire (2009), Anchor Baby (2010), Fatal Imagination, Being Mrs. Elliott, The First Lady y Wives on Strike.

## Filmografía

### Cine
| Año  | Película            | Papel                 | Notas                                                                |
| ---- | ------------------- | --------------------- | -------------------------------------------------------------------- |
| 2009 | Entanglement        |                       | con Desmond Elliot, Mercy Johnson & Yemi Blaq                        |
| 2009 | The Figurine        | Mona                  | con Ramsey Nouah & Kunle Afolayan                                    |
| 2010 | Bent Arrows         | Lola                  | con Olu Jacobs, Joke Silva, Stella Damasus-Aboderin & Desmond Elliot |
| 2010 | Anchor Baby         | Joyce Unanga          | con Sam Sarpong                                                      |
| 2012 | Feathered Dreams    | Sade                  | con Andrew Rozhen, Philippa Peter-Kubor                              |
| 2014 | Brother's Keeper    | Mena                  | con Majid Michel                                                     |
| 2014 | Render to Caesar    | Alero                 | con Gbenga Akinnagbe                                                 |
| 2014 | Being Mrs Elliot    |                       | con Majid Michel, AY & Uru Eke                                       |
| 2015 | Lunch Time Heroes   | Esposa del gobernador | con Dakore Akande                                                    |
| 2015 | The Duplex          | Adaku                 | con Mike Ezuruonye                                                   |
| 2015 | As Crazy as It Gets | Katherine             |                                                                      |
| 2015 | The First Lady      | Michelle              | con Alexx Ekubo, Yvonne Jegede, Chinedu Ikedieze & Joseph Benjamin   |
| 2015 | Fifty               | Maria                 | con Ireti Doyle, Nse Ikpe Etim and Dakore Akande                     |
| 2016 | Wives on Strike     |                       | con Chioma Chukwuka, Uche Jombo, Kalu Ikeagwu                        |
| 2016 | Okafor's Law        | Ejiro                 | con Blossom Chukwujekwu, Gabriel Afolayan, Ufuoma McDermott          |
| 2017 | The Wedding Party 2 |                       | con Adesua Etomi, Banky Wellington, Chiwetalu Agu, Patience Ozokwor  |
| 2017 | Wives on Strike 2   |                       | con Chioma Chukwuka, Uche Jombo, Ufuoma McDermott Toyin Abraham      |
| 2017 | My Wife & I         |                       | con Ramsey Nouah                                                     |
| 2018 | Moms at War         |                       | con Funke Akindele                                                   |